# Double Bay, New South Wales
Double Bay este o suburbie în Sydney, Australia.